# Polskie Stronnictwo Ludowe Sojusz Programowy
Polskie Stronnictwo Ludowe Sojusz Programowy (PSL-SP) – federacja polityczna powstała w Polsce w 1991 roku, złożona z dwóch frakcji Polskiego Stronnictwa Ludowego, działająca podczas wyborów parlamentarnych w 1991 roku.

## Historia
Po transformacji ustrojowej w Polsce i przemianach w ruchu ludowym, w maju 1990 roku nastąpiło połączenie dwóch głównych odłamów ruchu ludowego: Polskiego Stronnictwa Ludowego „Odrodzenie” oraz Polskiego Stronnictwa Ludowego „wilanowskiego” w jedną partię – Polskie Stronnictwo Ludowe (PSL).
W 1991 roku, przed wyborami parlamentarnymi, w PSL narastały wewnętrzne spory ideowe. Zwolennicy konserwatywnego, narodowo-chłopskiego kursu Romana Bartoszcze oraz środowisko byłego ZSL / PSL „Odrodzenie” różnili się w podejściu do strategii i programu politycznego partii. W wyniku tych różnic w lipcu 1991 roku powołano federację pod nazwą Polskie Stronnictwo Ludowe Sojusz Programowy (PSL-SP), która miała umożliwić wspólne starty wyborcze obu frakcji.
W wyborach parlamentarnych w 1991 roku PSL-SP zdobyło 8,67% głosów, co przełożyło się na 48 mandatów poselskich w Sejmie. Po wyborach federacja przestała być używana jako nazwa oficjalna, a partia powróciła do funkcjonowania pod nazwą Polskie Stronnictwo Ludowe.

## Struktura i liderzy
- Prezes PSL-SP: Waldemar Pawlak (od połowy 1991)[8]
- Wicemarszałek Sejmu z ramienia PSL-SP: Józef Zych[9]
- Federacja skupiała różne środowiska ludowe, m.in. młodych działaczy ze Związku Młodzieży Wiejskiej oraz tradycyjne frakcje PSL.

### Liderzy PSL-SP
| Lp. | Portret | Imię i nazwisko  | od              | do              |
| --- | ------- | ---------------- | --------------- | --------------- |
| 1.  |         | Roman Bartoszcze | 5 maja 1990     | 29 czerwca 1991 |
| 2.  |         | Waldemar Pawlak  | 29 czerwca 1991 | około 1992      |

## Znaczenie
PSL-SP było kluczową formacją ludową pierwszych wolnych wyborów parlamentarnych w Polsce po 1989 roku, stanowiąc pomost pomiędzy różnymi nurtami ruchu ludowego. Po wyborach federacja została rozwiązana na rzecz jednorodnej organizacji PSL, której liderem pozostał Waldemar Pawlak.